# Yurga
Yurga (Russo: Юрга) é uma  cidade dentro de Oblast de Kemerovo, Rússia. É situado no rio Talaya (chamado anteriormente  de Yurga ) em 55° 43' 23" N 84° 53' 10" E.

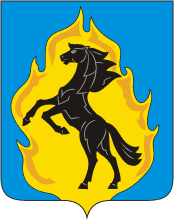
Yurga